# Cesare Grossi
(Eugenio Danese, giornalista sportivo)
Cesare Grossi detto Cesarino o Ninì (Bari, 22 gennaio 1917 – Tirana, 22 aprile 1939) è stato un calciatore italiano, di ruolo attaccante.
Negli anni duemiladieci, su iniziativa congiunta dell'Unione Nazionale Veterani dello Sport e del comune di Bari gli viene intitolata una delle salite dello Stadio San Nicola.

## Caratteristiche tecniche
Abile sia sulle palle alte che a smarcarsi, era rapido nei movimenti, dotato di un buon possesso palla e non si emozionava facilmente. Era un po'  "la mente dell'attacco", in grado cioè d'ideare e realizzare corali azioni d'attacco, essendone lui stesso attore o finalizzatore. Possedeva un tiro forte e deciso; disorientava gli avversari, che non riuscivano a capirne le intenzioni e a fermarlo. Fu soprannominato "il topolino della A" perché piccolo di statura e di corporatura esile; i tifosi del Bari invece usavano chiamarlo "centravanti tascabile" o "mezzo balilla".

## Carriera
Proveniente dalle squadre giovanili del Bari, esordì in Serie A il 18 aprile 1937 nella prima squadra allenata da Tony Cargnelli in Ambrosiana-Bari (2-2), dove evidenziò già il suo talento mettendo in difficoltà i difensori nerazzurri e diventando dopo quella partita titolare. In poco tempo divenne molto popolare ed amato dai suoi tifosi ed è tuttora considerato uno dei maggiori talenti espressi dal calcio barese. La dirigenza del Bari non lo vendette, nonostante l'Ambrosiana offrì per lui quattrocentomila lire (cifra molto alta per l'epoca).

## Militare
Nel 1939 s'imbarcò con le truppe italiane per l'Albania, dove era stato mesi prima con il Bari, per un'amichevole a Tirana in occasione delle nozze di Re Zog; qui morì nell'aprile del 1939, colpito da un fulmine. In seguito si sparse la voce, mai confermata, che in realtà era stato ucciso in un'imboscata mentre beveva ad una fonte, da un commando di ribelli albanesi e che la notizia era stata nascosta dal regime per motivi d'immagine. Ai suoi funerali ci fu grande partecipazione di popolo, che pianse la perdita di questo giovane campione.

## Curiosità
Nacque nel rione Carrassi di Bari.
Il dottor Gianni Antonucci, storico del Bari Calcio, racconta di un colloquio avvenuto negli spogliatoi dello stadio della Vittoria al termine della gara Bari-Juve (1-1) del 6 novembre 1938, fra lo stesso Grossi e un altro astro del calcio barese, Raffaele Costantino (forse su confessione di Costantino stesso): "Gli amici dicevano che Foni, Rava, Varglien (difensori juventini) avevano avuto per lui espressioni di elogio, di ammirazione. Grossi, sorridendo rispondeva «quelli vogliono prendere in giro la gente! Lasciamo andare: loro sono campioni sul serio!». Alzandosi dallo sgabello dello spogliatoio, si avvicinava a Costantino, che non aveva giocato, e gli diceva: «Ah, quanto vorrei avere le tue gambe e quel distintivo!» (il distintivo della Nazionale). Costantino rispondeva: «ed io come avrei voluto nascere Cesarino Grossi!»".
Per i ragazzi baresi divenne qualcosa di più di un idolo giacché nel sillabario tenevano la sua foto (che s'acquistava in formato cartolina postale da foto Ficarelli -un noto studio fotografico di Bari- a 20 centesimi) come segnalibro.
In una partita contro la Lazio riuscì ad elevarsi più di Viani e Piola che erano alti 1,85 m ciascuno. Il Bari vinse 5-1 ed il merito fu tutto nel suo scardinare la difesa biancoceleste.
Volle partire in guerra non solo per il patriottismo che allora coinvolgeva i giovani come lui ma anche per il disappunto sulla mancata cessione all'Ambrosiana.